# Peter F. Secchia

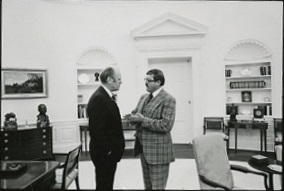
Peter F. Secchia (rechts) im Gespräch mit US-Präsident Gerald Ford im Oval Office des Weißen Hauses (1975)

Peter Finley Secchia (* 15. April 1937 in Englewood, New Jersey; † 21. Oktober 2020 in Grand Rapids, Michigan) war ein US-amerikanischer Wirtschaftsmanager, Unternehmer, Politiker der Republikanischen Partei und Diplomat, der unter anderem zwischen 1989 und 1993 Botschafter der Vereinigten Staaten in Italien war.

## Leben
Peter Finley Secchia, Sohn des aus Italien stammenden Cesare Secchia und Valerie Smith, leistete nach dem Besuch der High School in Tenafly zwischen 1956 und 1959 Militärdienst im United States Marine Corps (USMC). Anschließend begann er ein Studium der Wirtschaftswissenschaften an der Michigan State University (MSU) und schloss dieses 1963 mit einem Bachelor of Arts (BA Economics) ab. Danach war er als Wirtschaftsmanager tätig und zuletzt zwischen 1971 und 1989 als Chief Executive Officer (CEO) von Universal Forest Products, Inc., ein Unternehmen, das Holz und Holzalternativen, druckbehandeltes Holz, Fertigdachsysteme für den Baustellen- und Fertighausbau herstellt und vertreibt, sowie Massivholz einkauft. Daneben gründete er eigene Unternehmen und war Eigentümer von Restaurants sowie in der Grundstücksentwicklung tätig. Er engagierte sich politisch für die Republikanische Partei und war als Vertreter von Michigan zwischen 1980 und 1988 Mitglied im Republican National Committee. Darüber hinaus war er 1984 für Michigan erstmals Delegierter der Republican National Convention und unterstützte 1988 die Präsidentschaftskandidatur von George H. W. Bush.
Nachdem Bush bei der Präsidentschaftswahl am 8. November 1988 zum US-Präsidenten gewählt worden war, wurde Secchia von diesem am 23. Juni 1989 zum  Botschafter der Vereinigten Staaten in Italien ernannt und überreichte dort am 3. Juli 1989 als Nachfolger von Maxwell M. Rabb sein Akkreditierungsschreiben. Er verblieb auf diesem Posten bis zum 20. Juni 1993 und wurde daraufhin von Reginald Bartholomew abgelöst. Seine Ernennung zum Botschafter wurde kritisch gesehen, da Präsident Bush neben ihm mit Walter Curley (Botschafter in Frankreich), Joseph Zappala (Spanien), Mel Sembler (Australien), Frederic Bush Morris (Luxemburg) und Joy A. Silverman (Barbados) zahlreiche langjährige finanzielle Unterstützer zu Botschaftern ernannte. Während seiner Tätigkeit als Botschafter war er zudem Mitglied des Verwaltungsrates der 1972 gegründeten privaten John Cabot University in Rom.
Nach Beendigung seiner Botschafterverwendung widmete sich Peter Secchia wieder seinen Unternehmen. Daneben engagierte er sich als für die Gerald R. Ford Foundation und die George Bush Presidential Library sowie als Mitglied des Verwaltungsrates der Rice University in Houston. Er war 2000 für Michigan wieder stellvertretender Delegierter sowie 2004 Delegierter der Republican National Convention und unterstützte die Präsidentschaftskandidaturen von George W. Bush (2000 und 2004), John McCain (2008) sowie Mitt Romney (2012). Er unterstützte seine Alma Mater, die Michigan State University, auch finanziell und das dortige Baseball-Stadium wurde ihm zu Ehren in Secchia Stadium benannt. Aus seiner 1964 geschlossenen Ehe mit Joan Peterson gingen die beiden Söhne Charlie Secchia und Mark Secchia sowie die beiden Töchter Sandy Aslanian und Stephanie Oehler hervor. Er verstarb an den Folgen einer COVID-19-Erkrankung.